# Qin Lingyun
 (septembre 2013).
Qin Lingyun ou Liangli (chinois traditionnel : 秦嶺雲) est un peintre de paysages traditionnel, chinois du XXe siècle, né en 1914 dans le district de Jixian (province du Henan) et mort en 2008.

## Biographie
Qin Lingyun poursuit ses études comme élève du département de peinture de l'Institut national des Arts de Beijing.

Il devient ensuite rédacteur à la Maison d'éditions populaires des Beaux-Arts de Beijing, puis il s'intègre dans le groupe de création de peinture traditionnelle.